# Колетт
Коле́тт, полное имя Сидони́-Габриэль Колетт (фр. Sidonie-Gabrielle Colette; 28 января 1873, Сен-Совёр-ан-Пюизе, Йонна — 3 августа 1954, Париж) — французская актриса мюзик-холла (мим), писательница, журналистка; одна из звёзд Прекрасной эпохи. Предмет её романов — ироническое описание жизни светской богемы и мелких буржуа.

## Биография
Дочь офицера, родилась и выросла в Бургундии. В 1893 году вышла замуж за популярного в ту пору писателя, журналиста, музыкального критика Анри Готье-Виллара (1859—1931), известного под псевдонимом «Вилли». Он ввёл её в литературные и артистические круги столицы, но при этом беззастенчиво использовал в качестве «литературного негра»: с 1896 года Колетт написала для него серию автобиографических романов о Клодин, которые он опубликовал под своим именем-псевдонимом. Под собственным именем-псевдонимом Колетт начала печататься лишь в 1904 году. В литературе развивала реалистические традиции Бальзака, Мопассана и братьев Гонкур.

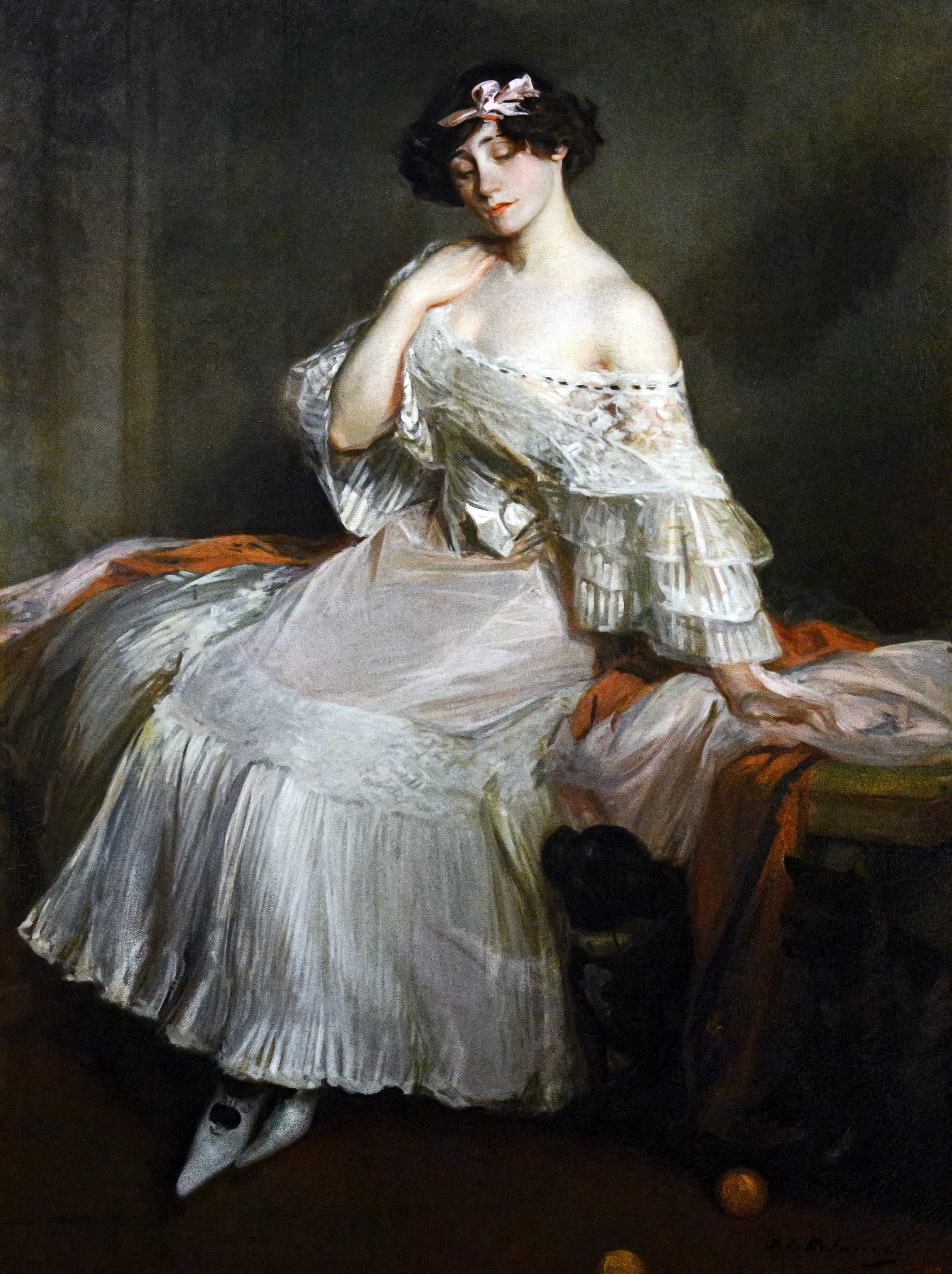
Портрет Колетт работы Жака-Эмиля Бланша (1905)

Ища собственный путь, она в 1906 году разъехалась с мужем и стала выступать в мюзик-холле (в театре Мариньи, Мулен Руж и др.) В последующие годы пережила несколько романов с женщинами (в том числе — художницей, писательницей и актрисой Матильдой де Морни, актрисой и певицей Полер) и мужчинами (среди них — Габриэле д’Аннунцио, известный боксёр и плейбой Огюст-Олимп Эрио и др.). Её откровенный поцелуй с Матильдой де Морни в пантомиме «Египетский сон» (1907) на сцене Мулен Руж наделал в столице много шума и вызвал вмешательство префекта полиции.
В 1912 году Колетт вышла замуж за барона Анри де Жувенеля, политика и журналиста; у них родилась дочь. Завела роман с его семнадцатилетним сыном, будущим политиком и журналистом Бертраном де Жувенелем. Брак распался в 1923 году.
Во время Первой мировой войны, работая военным корреспондентом, деятельно помогала раненым. Сотрудничала с Морисом Равелем; в частности, написала либретто для его оперы-балета «Дитя и волшебство» (премьера в 1925). Дружила с бельгийской королевой Елизаветой, актрисой Маргаритой Морено (жена М. Швоба; их переписка опубликована в 1959), писательницей Натали Барни, тогда ещё начинающим Жоржем Сименоном; ссорилась с Лианой де Пужи. Возглавляла с 1922 года жюри основанной в 1921 году Анри Лапозом французской литературной премии «Ренессанс».
В 1935 году вышла замуж за Мориса Гудеке (1889—1977); после смерти писательницы он написал о ней биографическую книгу. На время Второй мировой войны переселилась в деревню в департаменте Коррез, оставила дневник военных лет «Вечерняя звезда» (1946). После войны поселилась в Пале-Рояле, среди её соседей был Жан Кокто, с которым она сблизилась ещё в 1920-е годы.
В последние годы жизни страдала от жестокого артроза и не покидала кровати, которую называла «кровать-плот». Слава писательницы к тому времени была уже очень велика. После её смерти Французская республика устроила Колетт официальные похороны (католическая церковь отказалась совершать погребальный обряд над умершей как разведённой). Её останки покоятся на кладбище Пер-Лашез.

## Признание и значение
Послевоенные годы — время национального признания Колетт. В 1948—1950 годах вышло собрание её сочинений в 15 томах; в целом она выпустила около 50 книг. Колетт была избрана членом Гонкуровской академии (1945), в 1949 году стала её президентом. В 1950 году была председателем жюри Большой премии за лучшие романы полувека. Член Королевской академии французского языка и литературы Бельгии. Кавалер Ордена Почётного легиона (1953). В 1966 году площадь в Париже перед зданием Комеди-Франсез была названа её именем.
Колетт ныне считается одним из классиков французской словесности. Вместе с тем она известна как яркая символическая фигура женщины новейшего времени. Юлия Кристева посвятила ей один из трёх томов монографии о выдающихся женщинах XX века.

## Кино
Первая экранизация романа Колетт вышла в 1913 году. Среди режиссёров, обращавшихся к её книгам, — Марк Аллегре, Макс Офюльс, Марсель Л’Эрбье, Роберто Росселлини, Эдуар Молинаро, Клод Отан-Лара, Жак Деми, Каролин Юппер. Пьеса по роману «Жижи» (1951, в заглавной роли — Одри Хепбёрн) имела длительный успех на Бродвее, как и поставленный Винсенте Минелли одноимённый музыкальный фильм с Морисом Шевалье, Луи Журданом и Лесли Карон (1958, получил девять «Оскаров», в том числе за лучший фильм). В 2009 году очередную экранизацию её романа «Шери» с Мишель Пфайффер и Рупертом Френдом создал Стивен Фрирз.
О Колетт снято несколько фильмов.
- 1952 — документальный фильм «Колетт[фр.]» режиссёра Янник Беллон.
- 1991 — художественный фильм «Обретая себя» режиссёра Денни Хьюстона, в роли Колетт — Матильда Май, в роли Вилли — Клаус Мария Брандауэр.
- 2004 — телевизионный фильм «Колетт, свободная женщина[англ.]» режиссёра Надин Трентиньян, в роли Колетт — Мари Трентиньян.
- 2018 — художественный фильм «Колетт» режиссёра Уоша Уэстмоленда, в роли Колетт — Кира Найтли.

## Театр
В 1980 в лондонском London's Comedy Theatre был поставлен мюзикл о жизни Коллет. Главные роли сыграли Клео Лейн и Кеннет Нельсон. Также был выпущен CD-диск с песнями из этого шоу.

## Литература

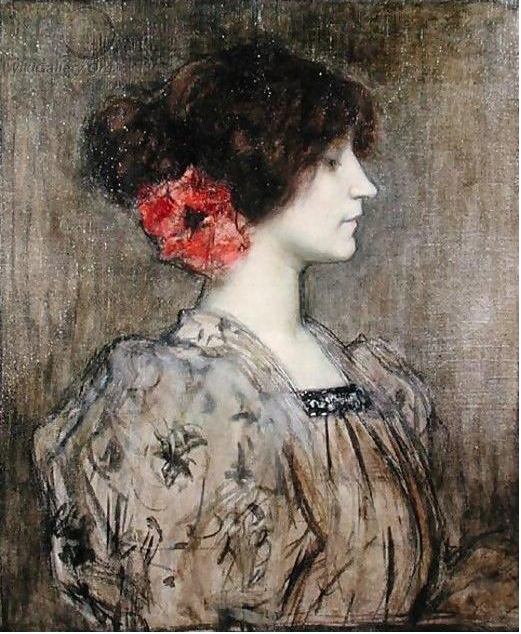
На портрете работы Жака Эмбера, 1896

### Публикации на русском языке
- Клодина в Париже. Клодина в школе М.: Книгоиздательство «Основа», 1908
- Конец Шери: Роман. М.: Артель писателей «Круг», 1927
- [Рассказы]// Французская новелла XX века, 1900—1939. М.: Художественная литература, 1973, с.210-220
- Странница. Ранние всходы. Рождение дня. Закуток: Романы. М.: Художественная литература, 1987
- Избранное. М.: Художественная литература, 1992
- Изнанка мюзик-холла: Избранные произведения. Новосибирск: Новосибирское кн. изд-во, 1993
- Чистое и порочное: Романы, повести, эссе. М.: АСТ; Орлов и сын, 1994
- Ангел мой: Романы. М.: АСТ; Орлов и сын, 1994
- Ангел мой. Рождение дня. Вторая. Дуэт: Романы. М.: Терра—Книжный Клуб, 2004
- Собрание сочинений в 7-ми томах. М.: Терра, 2008

### Биографическая и критическая литература
- Bonmariage S. Willy, Colette et moi. Paris: C. Frémanger, 1954 (переизд. 2004)
- Goudeket M. Près de Colette. Paris: Flammarion, 1956 (переизд. 1966)
- Marks E. Colette. New Brunswick: Rutgers UP, 1960
- Crosland M. Colette—the difficulty of loving: a biography. Indianapolis: Bobbs-Merrill, 1973
- Mitchell Y. Colette: a taste for life. New York : Harcourt Brace Jovanovich, 1975
- Pichois Cl., Pichois V., Brunet A. Album Colette: iconographie. Paris: Gallimard, 1984
- Richardson J. Colette. New York: F. Watts, 1984
- Benstock Sh. Women of the Left Bank: Paris, 1900—1940. Texas: University of Texas Press, 1986
- Lottman H.R. Colette: a life. London: Secker & Warburg, 1991
- Thurman J. Secrets of the flesh: a life of Colette. New York: Knopf, 1999 (переизд. 2000)
- Del Castillo M. Colette, une certaine France. Paris: Stock, 1999
- Francis Cl., Gontier F. Creating Colette. Vol.1-2. South Royalton: Steerforth Press, 1999—2000
- Kristeva J. Colette. Paris: Fayard, 2002
- Bonal G., Rémy-Bieth M. Colette intime. Paris: Phébus, 2004
- Lucey M. Never say I: sexuality and the first person in Colette, Gide, and Proust. Durham: Duke UP, 2006
- Literarische Gendertheorie, Eros und Gesellschaft bei Proust und Colette/ Ursula Link-Heer, Ursula Hennigfeld, Fernand Hörner (Hrsg.). Bielefeld: Transcript, 2006
- Мангуэль А. Чтение наедине с собой// Мангуэль А. История чтения. Екатеринбург: У-Фактория, 2008, с.177-192
- Michineau S., L’autofiction dans l’oeuvre de Colette, Paris: Publibook, 2008